# Ken Howard (producer)
Kenneth Charles Howard, doorgaans Ken Howard genoemd (Worthing (Sussex), 26 december 1939 – 24 september 2024), was een Engelse liedjesschrijver en televisieproducent. 

## Levensloop
Ken Howard doorliep de University College School, een particuliere middelbare school in Hampstead, en studeerde sociale antropologie aan de Universiteit van Edinburgh.
Samen met Alan Blaikley en Paul Overy, die hij kende van de University College School, zette hij in de vroege jaren zestig als freelancer een reeks projecten op, variërend van het uitgeven van een tijdschrift met een bijbehorende boekenreeks tot het schrijven van scenario’s voor radioprogramma’s.
In de vroege jaren zestig begon hij samen met Alan Blaikley liedjes te schrijven. Ze werden een succesvol duo, dat in de jaren zestig en de vroege jaren zeventig nummers schreef voor onder meer The Honeycombs, Dave Dee, Dozy, Beaky, Mick & Tich, The Herd, Peter Frampton, Lulu en Elvis Presley. Enkele hits van het duo zijn:
- Dave Dee, Dozy, Beaky, Mick & Tich, Bend It! (1966)
- Dave Dee, Dozy, Beaky, Mick & Tich, Save Me (1966)
- Dave Dee, Dozy, Beaky, Mick & Tich, Zabadak! (1967)
- Dave Dee, Dozy, Beaky, Mick & Tich, The Legend of Xanadu (1968)
- Elvis Presley, I've Lost You (1970)
- The Herd, From the Underworld (1967)
- The Honeycombs, Have I the Right? (1964)

Howard en Blaikley traden ook op als managers van The Honeycombs (1964-1966), Dave Dee, Dozy, Beaky, Mick & Tich (1964-1969) en The Herd (1967-1968). In de jaren zeventig stapte het duo over op de productie van musicals en het schrijven van filmmuziek, onder meer voor de televisieserie The Miss Marple Mysteries (1984–1992).
In 1985 schreven ze de muziek bij de toneelversie en de tv-versie van The Secret Diary of Adrian Mole, Aged 13¾, allebei bewerkingen van het gelijknamige boek van Sue Townsend.
Howard is sinds 25 jaar vooral actief als producent van films en tv-programma's voor de BBC, zowel drama als documentaires. Zo maakte hij onder meer documentaires over John Lennon, Danny Kaye en Frank Sinatra. Hij werd daarvoor enkele malen bekroond. Hij is tevens directeur van Landseer Productions Ltd. in Londen en van Sophisticated Games Ltd., dat spellen op de markt brengt, waaronder een gebaseerd op In de Ban van de Ring.
In september 2010 publiceerde hij een roman, The Young Chieftain.
Howard overleed op 24 september 2024 op 84-jarige leeftijd.
- Biblioteca Nacional de España: XX1763403
- Bibliothèque nationale de France: cb15566161w (data)
- International Standard Name Identifier: 0000 0001 2404 3572
- Library of Congress Control Number: n78075231
- MusicBrainz: b428097b-31b6-4af2-b366-bb16217a19f8
- Nederlandse Thesaurus van Auteursnamen: 124273203
- Istituto Centrale per il Catalogo Unico: DDSV105417
- Système universitaire de documentation: 034959386
- Virtual International Authority File: 12621749
- WorldCat: E39PBJfmmdjmdvHbvxv7C8YpT3